# Stephan Stompor
Stephan Stompor (geboren 14. Februar 1931 in Königshütte (Oberschlesien); gestorben 23. Oktober 1995 in Berlin) war ein deutscher Musikwissenschaftler und Dramaturg.              

## Leben
Stephan Stompor studierte Opernregie an der Staatlichen Hochschule für Theater und Musik in Halle  bei Heinz Rückert. Ab 1954 arbeitete er als Regisseur am Stadttheater Brandenburg und am Staatstheater Schwerin, als Dramaturg im Opernhaus Leipzig und als Regisseur im Landestheater Halle. 1967 wurde er Dramaturg an der Komischen Oper Berlin, wo er mit den Intendanten Walter Felsenstein und  Joachim Herz sowie mit Götz Friedrich zusammenarbeitete. 1975 wurde er mit der Dissertation Deutschsprachige Aufführungen von Opern Händels im 18. Jahrhundert in Halle promoviert. Stompor gab Programmhefte und Libretti heraus. Er verfasste Beiträge zur Geschichte des Musiktheaters, insbesondere über die Zeit des Nationalsozialismus. Aufgrund seiner schweren Erkrankung konnten Teile seiner Arbeit erst postum veröffentlicht werden.

## Schriften (Auswahl)
- Jüdisches Musik- und Theaterleben unter dem NS-Staat. Hrsg. von Andor Izsák, Susanne Borchers. Hannover : Europ. Zentrum für Jüdische Musik, 2001
- Künstler im Exil : in Oper, Konzert, Operette, Tanztheater, Schauspiel, Kabarett, Rundfunk, Film, Musik- und Theaterwissenschaft sowie Ausbildung in 62 Ländern. 2 Bände. Frankfurt am Main : Lang, 1994
- Die Komische Oper Berlin : Geschichte und Gegenwart. Berlin : Komische Oper, 1991
- Ilse Kobán, Stephan Stompor (Hrsg.): Walter Felsenstein : Theater muss immer etwas Totales sein : Briefe, Reden, Aufzeichnungen, Interviews. Berlin : Henschelverlag, 1986
- Giuseppe Verdi, Francesco Maria Piave: La traviata : Oper in drei Akten. Übersetzung Walter Felsenstein. Zum Werk Stephan Stompor. Kassel : Bärenreiter ; Leipzig : Edition Peters, 1984.
- (Hrsg.): Otto Klemperer: Über Musik und Theater : Erinnerungen, Gespräche, Skizzen. Wilhelmshaven : Heinrichshofen, 1982, 1993
- (Hrsg.): Texte zur Aesthetik, Dramaturgie und Aufführungspraxis der deutschen Oper im 18. und 19. Jahrhundert. Berlin : Verband der Theaterschaffenden der Deutschen Demokratischen Republik, 1975
- (Hrsg.): Texte zur Ästhetik, Dramaturgie und Aufführungspraxis der Deutschen Oper  von ihrem Entstehen bis zur Gegenwart : Äußerungen ausländischer Komponisten, Wissenschaftler und Regisseure. Berlin : Verband d. Theaterschaffenden d. DDR, 1977
- (Hrsg.): Musiktheater : Beiträge zur Methodik und zu Inszenierungskonzeptionen. Walter Felsenstein, Joachim Herz. Leipzig : Reclam, 1976. Nach der Flucht aus der DDR 1972 im Unterschied zur Ausgabe von 1970 ohne dessen Beiträge.
- Sergej Prokofjew : das Leben, Schaffen u. Wirken d. sowjet. Komponisten : anlässlich d. 80. Geburtstages Prokofjews im April 1971. Berlin : Gesellschaft f. deutsch-sowjetische Freundschaft, Abt. Kulturpolitik, 1971.
- (Hrsg.): Musiktheater : Beiträge zur Methodik und zu Inszenierungs-Konzeptionen. Walter Felsenstein, Götz Friedrich, Joachim Herz. Leipzig : Reclam, 1970
- Dmitri Schostakowitsch: Katerina Ismailowa : Oper in 4 Akten (9 Bildern) ; Fassung 1963. Aus dem Russ. übers. von Joachim Herz. Einführung von Stephan Stompor. Leipzig : Reclam 1965
- Georges Bizet, Henri Meilhac, Ludovic Halévy: Carmen : Oper in vier Akten. Textbuch. Deutsche Fassung von Walter Felsenstein. Einführung von Stephan Stompor. Leipzig : Reclam, 1962
- Deutschsprachige Aufführungen von Opern Händels im 18. Jahrhundert. Dissertation Halle, 1975